# Campiglossa nigrilonga
Campiglossa nigrilonga är en tvåvingeart som först beskrevs av Dirlbek och Dirlbekova 1972.  Campiglossa nigrilonga ingår i släktet Campiglossa och familjen borrflugor.
Artens utbredningsområde är Mongoliet. Inga underarter finns listade.